# Centre havrais de recherche historique
Le Centre havrais de recherche historique (CHRH) est une société savante au Havre.